# Dalechampia dioscoreifolia
Dalechampia dioscoreifolia là một loài thực vật có hoa trong họ Đại kích. Loài này được Poepp. mô tả khoa học đầu tiên năm 1841.
Đây là loài bản địa Trung Mỹ (Costa Rica, Nicaragua, Panama) và phía bắc và phía tây Nam Mỹ (Colombia, Venezuela, Guiana thuộc Pháp, miền Bắc Brazil, Bolivia, và có thể là Ecuador).